# Sestry Skovajsovy
Sestry Skovajsovy bylo ženské vokální trio, které působilo od roku 1940 do roku 1989. Na rozdíl od jiných „sester“ (Allanových) byly sestry skutečné, Jiřina (1919–1991), Lída (1921–1999) a Slávka (1926–2015). Jiřina zpívala 1. hlas, Lída 2. a Slávka 3. Kromě toho že byly zpěvačkami, tvořily si také texty svých písní, např.: „Lidunka“.

## Dětství
Narodily se v Řetechově u Luhačovic, kde jejich otec vedl dechový orchestr. Zpívaly už od šesti let. Poprvé vystoupily v roce 1940 s Inkou Zemánkovou ve Zlíně u Bati, kde v té době Jiřina prodávala a sestry působily v závodním orchestru. V té době zde též hostoval Bobek Bryen se svým orchestrem a náhodou je slyšel, jak si prozpěvují. Natolik ho zaujaly, že je vzal k sobě do orchestru.

## Angažmá
Dne 1. února roku 1941 poprvé přijely do Prahy a dostaly první angažmá v kabaretu „U Kupců“. Svou první píseň „Pepita“ nazpívaly v roce 1941 pod označením „trio“ se swingovým orchestrem Bobek Bryen's revue. S tímto orchestrem zpívaly až do roku 1945. Na desky značky Esta s ním nazpívaly celkem 9 písní. Od začátku čtyřicátých let působily v orchestru Slávy Emana Nováčka, se kterým však nazpívaly v roce 1943 pouze jednu píseň Matka řeka. Od roku 1942 působily v orchestru Esta, později orchestr Slávy Macha, se kterým zpívaly až do roku 1947, kdy byla firma Esta znárodněna. S tímto orchestrem nahrály několik desítek písní. V roce 1943 s ním nazpívaly píseň Zapomeň, můžeš-li, na desku, která se v roce 1944 stala jednou z deseti nejprodávanějších desek roku.

## Po válce
Začátkem padesátých let začali nahrávat pouze dechovou hudbu, přesto v kavárnách kde zpívaly, zpívaly stále dobovou taneční hudbu. Zpívaly například v kavárně „U Nováků“, v kavárně „Vltava“, v kavárně „Černá růže“, nebo v tzv. Tyláčku. Od šedesátých let 20. století se věnovali spíše vystupování v nočních podnicích. Stálejší angažmá měly např.: ve vinárně pražského Slovanského domu Na příkopě. Zpěvu se věnovali až do roku 1989, kdy měly také naposled koncert. Jejich poslední dvě nahrávky jsou „Mladá léta“ a „Pro radost“ z roku 1980.

## Celková bilance
- Dohromady nahráli kolem 500 písní.
- Působily také v orchestrech Jaroslava Maliny, Jozefa Venclů, Emila Kaplánka, Karla Valdaufa, Karla Vacka, F. A. Tichého a Václava Berky.
- Často s nimi zpívali: Standa Procházka, Jára Pospíšil, Oldřich Horský, Oldřich Kovář a Miroslav Šuba.